# Expeditie van Pike

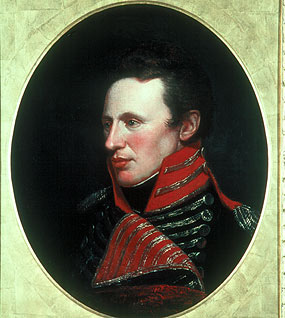
Portret van expeditieleider Zebulon Pike door Charles Willson Peale.

De Expeditie van Pike was een Amerikaanse militaire expeditie die werd uitgezonden door president Thomas Jefferson om het zuiden en westen te ontdekken van het territorium dat recent was aangekocht bij de Louisiana Purchase. De expeditie duurde van 15 juli 1806 tot 1 juli 1807 en werd geleid door luitenant Zebulon Pike, die tijdens de expeditie tot kapitein werd gepromoveerd.
De Expeditie van Pike vond ongeveer gelijktijdig plaats met de Expeditie van Lewis en Clark en vormde de eerste officiële Amerikaanse poging om de westelijke Great Plains en de Rocky Mountains in de huidige staat Colorado te verkennen. Pike had tijdens de expeditie contact met verschillende indianenstammen en stelde hen in kennis van de nieuwe Amerikaanse dominantie over het grondgebied. Nadat hij zijn troepen had opgesplitst, leidde Pike het grotere contingent naar de bovenloop van de Red River. Met de winter in aantocht keerde een kleinere groep veilig terug naar de vesting van het Amerikaanse leger in Saint Louis (Missouri).
Pike maakte verscheidene navigatiefouten en kwam uiteindelijk op Spaans grondgebied terecht in het zuiden van de huidige staat Colorado. De expeditieleden richtten er een fort op om er de winter door te brengen. Hierdoor werd de Amerikaanse vlag gehesen op koloniaal Spaans grondgebied. In februari 1807 werden de expeditieleden echter aangevallen door de Spanjaarden, die hen arresteerden en meenamen naar Mexico. Onderweg passeerden zij evenwel door de huidige staten New Mexico en Texas en het huidige Mexico, wat Pike in staat stelde om veel informatie te verzamelen over de sterkte van de Spaanse militaire aanwezigheid in het gebied en over de lokale bevolkingen. Hoewel het merendeel van de expeditieleden nadien werd vrijgelaten, verbleven enkelen onder hen jarenlang in Spaanse gevangenschap, ondanks tegenstand vanuit de Verenigde Staten tegen hun opsluiting. In 1810 publiceerde Pike zijn reisverslag, dat wegens groot succes werd vertaald in het Frans, het Duits en het Nederlands en in Europa werd uitgebracht.